# Kumawaka

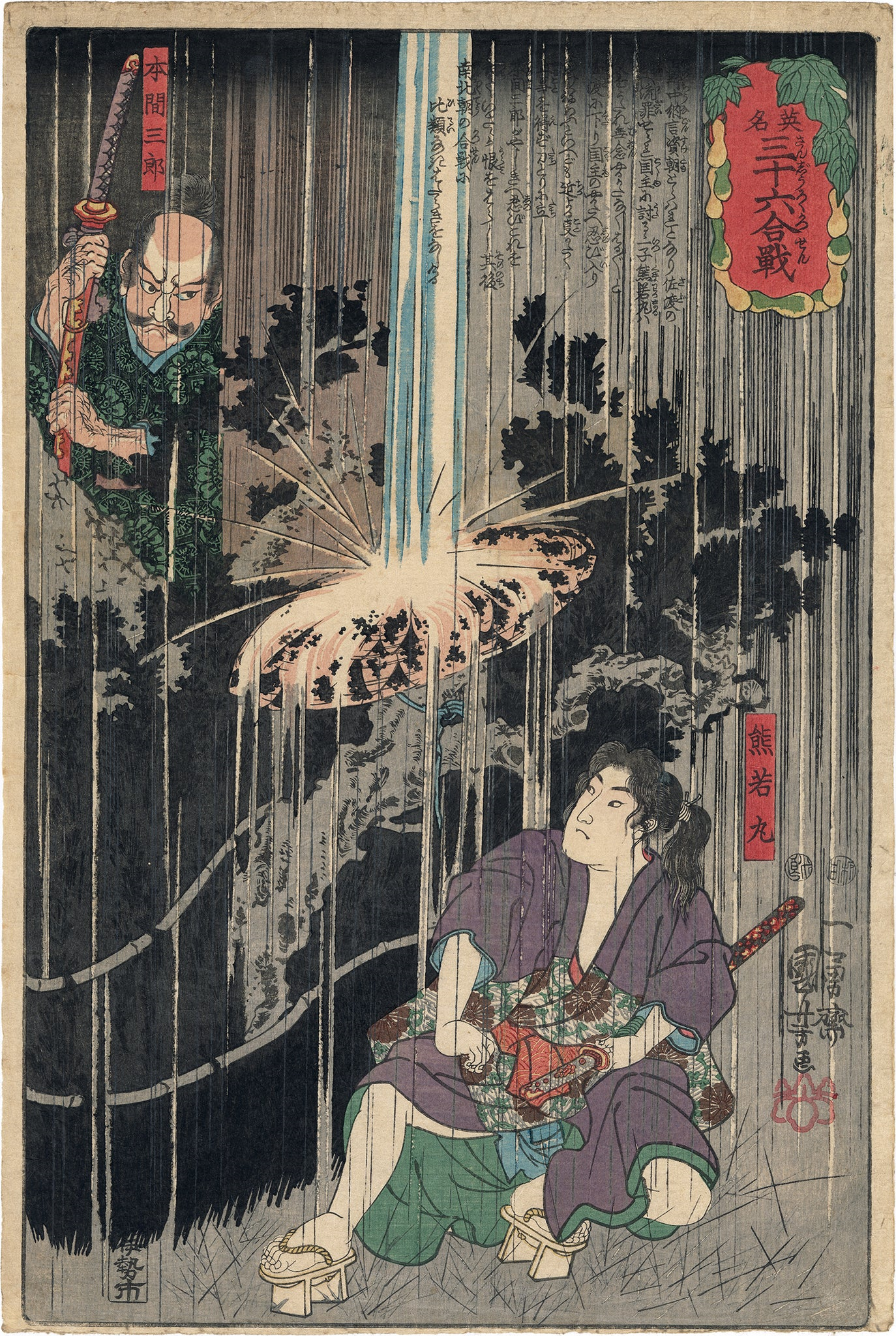
Conspiração de Kumawaka para matar Homma Saburo, como re-imaginado por Kuniyoshi.

Hino Kumawaka (日野熊若) nascido no século XIV, Hino Kunimitsu (日野国光), a infância de nome Kumawakamaru (熊若丸), era filho do Hino Suketomo, o dainagon (conselheiro de altura) para o Imperador Go-Daigo. Kumawaka também foi um atendente para o Imperador Go-Daigo, com quem às vezes se pensa ter tido um  relacionamento pederasta. Ele é mais conhecido por vingar o pai matando o monge leigo Homma Saburo, que tinha executado Suketomo. Mais tarde, Kumawaka às vezes era retratado na arte como um exemplo de piedade filial.